# Aeros de Houston (LAH)
Pour les articles homonymes, voir Aeros de Houston.
Les Aeros de Houston sont une franchise professionnelle de hockey sur glace qui a existé de 1994 à 2013.

## Histoire
Les Aeros débutèrent dans la ligue internationale de hockey (LIH) en 1994 dans laquelle ils remportèrent la coupe Turner en 1999 après une saison impressionnante de 54 victoires. Ils profitèrent, en compagnie de 5 autres équipes, de l'expansion de la LAH en 2001 lorsque la LIH interrompit ses activités à l'issue de la saison 2000-2001. Ils y remportèrent la coupe Calder en 2003.
Le nom de l'équipe est un hommage aux Aeros de Houston des années 1970 de l'Association mondiale de hockey dans laquelle joua un certain Gordie Howe.
Le 18 avril 2013, le Wild du Minnesota a annoncé que Minnesota Sports and Entertainment n'a pu parvenir à un accord de location avec le Toyota Center, et les Aeros sont relocalisés à Des Moines dans l'Iowa à partir de la saison 2013-2014.
Logo : Un bombardier traversant un palet.
Titres de division : 2 (1999 et 2003)
Titres de saison régulière : 1 (1999)
Championnats gagnés : 1 LIH (1999), 1 LAH (2003)

## Statistiques de saisons

### Dans la Ligue internationale de hockey
| Saison    | PJ | V  | D  | DP | BP  | BC  | Pts | Classement                | Séries éliminatoires |
| --------- | -- | -- | -- | -- | --- | --- | --- | ------------------------- | -------------------- |
| 1994-1995 | 81 | 38 | 35 | 8  | 84  | 272 | 283 | 2e division Centrale      | éliminé au 1er tour  |
| 1995-1996 | 82 | 29 | 45 | 8  | 66  | 262 | 328 | dernier division Centrale | non qualifié         |
| 1996-1997 | 82 | 44 | 30 | 8  | 96  | 247 | 228 | 2e division Sud-Ouest     | éliminé au 3e tour   |
| 1997-1998 | 82 | 50 | 22 | 10 | 110 | 268 | 214 | 2e division Sud-Ouest     | éliminé au 1er tour  |
| 1998-1999 | 82 | 54 | 15 | 13 | 121 | 307 | 209 | 1er division Sud-Ouest    | vainqueur            |
| 1999-2000 | 82 | 44 | 29 | 9  | 97  | 219 | 197 | 3e division Ouest         | éliminé au 3e tour   |
| 2000-2001 | 82 | 42 | 32 | 8  | 92  | 229 | 245 | 2e division Ouest         | éliminé au 1er tour  |

### Dans la Ligue américaine de hockey
| Saison    | PJ | V  | D  | N  | DP | DTB | BP  | BC  | Pts | Classement             | Séries éliminatoires             |
| --------- | -- | -- | -- | -- | -- | --- | --- | --- | --- | ---------------------- | -------------------------------- |
| 2001-2002 | 80 | 39 | 26 | 10 | 5  | -   | 93  | 234 | 232 | 2e division Ouest      | éliminé au 3e tour               |
| 2002-2003 | 80 | 47 | 23 | 7  | 3  | -   | 104 | 266 | 222 | 1er division Ouest     | vainqueur de la Coupe Calder     |
| 2003-2004 | 80 | 28 | 34 | 14 | 4  | -   | 74  | 197 | 220 | 4e division Ouest      | éliminé en tour de qualification |
| 2004-2005 | 80 | 40 | 28 | 6  | 6  | -   | 93  | 212 | 195 | 4e division Ouest      | éliminé au 1er tour              |
| 2005-2006 | 80 | 50 | 24 | -  | 3  | 3   | 106 | 285 | 242 | 2e division Ouest      | éliminé au 2e tour               |
| 2006-2007 | 80 | 27 | 43 | -  | 4  | 6   | 64  | 205 | 269 | dernier division Ouest | non qualifié                     |
| 2007-2008 | 80 | 45 | 29 | -  | 2  | 4   | 96  | 206 | 183 | 3e division Ouest      | Éliminés au 1er tour             |
| 2008-2009 | 80 | 38 | 31 | -  | 2  | 9   | 87  | 218 | 230 | 3e Division Ouest      | Éliminés en 3e ronde             |
| 2009-2010 | 80 | 34 | 34 | -  | 7  | 5   | 80  | 206 | 224 | 7e Division Ouest      | non qualifié                     |
| 2010-2011 | 80 | 46 | 28 | -  | 1  | 5   | 98  | 240 | 212 | 2e Division Ouest      | Défaite en finale                |
| 2011-2012 | 76 | 35 | 25 | -  | 5  | 11  | 86  | 202 | 206 | 4e Division Ouest      | Éliminés au 1er tour             |
| 2012-2013 | 76 | 40 | 26 | -  | 5  | 5   | 212 | 199 | 90  | 4e division Sud        | Éliminés au 1er tour             |

À partir de la saison 2004-2005, en cas de match nul à l'issue de la prolongation, la fusillade fait son apparition pour donner un vainqueur à la rencontre.

## Entraîneurs
- Terry Ruskowski (1994-1996)
- Dave Tippett (1995-1999)
- Ron Low (1999-2000)
- Dave Barr (2000-2001)
- Todd McLellan (2001-2005)
- Rob Daum (2005-2010)
- Mike Yeo (2010-2011)
- John Torchetti (depuis 2011)

## Records d'équipe

### En une saison
Buts : 47  Patrick O'Sullivan (2005-06)
Aides : 88  Brian Wiseman (1998-99)
Points : 110  Kirby Law (2005-06)
Minutes de pénalité : 333  Gord Donnelly (1995-96)
Buts par partie : 2,01  Josh Harding (2004-05)
%Arrêt : 93,0% Josh Harding (2004-05)

### En carrière
Buts : 132 Mark Freer
Aides : 210 Mark Freer
Points : 342 Mark Freer
Minutes de pénalité : 724  Trent Cull
Victoires de gardien : 126  Frédéric Chabot
Blanchissages : 18 Frédéric Chabot
Nombre de parties : 469 Mark Freer